# جنیفر راجرز
جنیفر راجرز (به انگلیسی: Jennifer Rogers،  زادهٔ ۱۴ مارس ۱۹۹۳) یک کشتی‌گیر آزادکار اهل کشور آمریکا است.
از افتخارات وی می‌توان به کسب مدال برنز مسابقات قهرمانی کشتی جهان ۲۰۲۳ اشاره کرد.